# 104 Tauri
104 Tauri (m Tauri) é uma estrela na direção da Taurus. Possui uma ascensão reta de 05h 07m 26.68s e uma declinação de +18° 38′ 42.0″. Sua magnitude aparente é igual a 4.91. Considerando sua distância de 52 anos-luz em relação à Terra, sua magnitude absoluta é igual a 3.91. Pertence à classe espectral G4V.